# غايل كوك
غايل كوك (بالإنجليزية: Gayle Cook) هي سيدة أعمال أميركية أسّست بالشراكة مع زوجها مجموعة كوك Cook Group لصناعة المعدات الطبية في عام 1963.

## حياتها الشخصية
تخرجت غايل كارش كوك من جامعة إنديانا في عام 1956 وحصلت على درجة البكالوريوس في الآداب في الفنون الجميلة. كانت كوك عضوةً في جماعة فاي بيتا كابا.

## حياتها المهنية
شاركت كوك في عام 1963 مع زوجها في تأسيس مجموعة كوك Cook Group، وهي شركة لتصنيع المعدات الطبية. عملت كوك في مجلس إدارة الشركة حتى عام 2013.
وصلت القيمة الصافية لثروة كوك وفقًا لمجلة فوربس 5,700,000,000 دولار أمريكي في عام 2014، أي بزيادة نسبية عما كانت عليه 5,200,000,000 في عام 2013، مما جعلها في المرتبة 85 على في قائمة فوربس لأغنى 400 شخص لتلك السنة.

## المحافظة على التاريخ
أعادت كوك ترميم العديد من المباني التاريخية؛ حيث أعادت ترميم منزل الكولونيل ويليام جونز هاوس في جينترايفيل بإنديانا (المبنى مُدرج في السجل الوطني للأماكن التاريخية)، ومزرعة سيدار في لاكونيا، وفندق غراهام وجيمس كوكران في بلومنغتون (الأخير موجود في قوائم التسجيلات الوطنية للأماكن التاريخية في مقاطعة مونرو، إنديانا) ، ومنتجع فرينش ليك في فرنتش ليك (إنديانا)، وفندق ويست بادن في ويست بادن سبرينغز.
شاركت كوكو أيضًا في كتابة كتابين عن الحفاظ على التاريخ. حصلت كوك على عضوية مؤسسة الحفاظ على المعالم التاريخية في ولاية إنديانا وعضو بارز في منظمة الحفاظ على الطبيعة. وعلاوةً على ذلك، شاركت كوك في تأسيس متحف مقاطعة مونرو التاريخي.

## أعمالها الخيرية
قدمت كوك مساهمات خيرية إلى جامعتها، جامعة إنديانا، حيث عملت في مجلس أمناء مؤسسة جامعة إنديانا. حصلت كوك على جائزة جيرترود للأغنياء في عام 1983، وشهادة الدكتوراه الفخرية في الأعمال الأدبية الإنسانية عام 1993، من جامعة إنديانا.

## حياتها الشخصية
تزوجت كوك من ويليام كوك، الذي توفي في عام 2011. وأنجبا ابنًا واحدًا، كارل كوك.

## مؤلفاتها
- دليل جنوب إنديانا (مع وليام كوك، دار أوين ليتو للنشر، 1972).
- مقاطعة مونرو في بؤرة الاهتمام: بورتريه إنديانا كاونتي (دار ديانا وويل كاونتس، ودار ديسكوفيري للنشر، 1990).